# Gastrotheca megacephala
Gastrotheca megacephala é uma espécie de anfíbio da família Hemiphractidae. Endêmica do Brasil, pode ser encontrada nas planícies costeiras do sul da Bahia ao sul do Espírito Santo.